# Henri de Cusances
Henri de Cusances, de Cousance ou de Courances est un maréchal de France du XIIIe siècle.

## Biographie
Maire de Bordeaux (1263-1264), seigneur de Courances, un des premiers à avoir porté le titre de Maréchal de France dès 1255, il est connu pour avoir péri lors de la bataille de Tagliacozzo en 1268.